# Littérature du XIe siècle
Littérature du IXe siècle - Littérature du Xe siècle - Littérature du XIe siècle - Littérature du XIIe siècle - Littérature du XIIIe siècle

## Événements
- Vers 1000-1038 : apparition des premiers documents écrits en latin en Hongrie pendant le règne du roi Étienne Ier . Ce sont des textes religieux et juridiques, rédigés dans les monastères. On lui attribue une Admonition, adressée à son fils Emeric, rédigée par une moine anonyme vers 1015[1], deux codes juridiques[2] et des fragments de correspondance, dont une lettre à l’abbé Odilon de Cluny[3]. L’usage de l’écriture se répand sous le règne de Coloman (1095–1116), surnommé le Lettré. Rédaction de chroniques, de gestes, de codex et de nombreuses chartes. La vie littéraire décline après sa mort, pour renaitre sous Béla III (1172-1196) sous l’influence de l’université de Paris, où vont étudier de nombreux clercs hongrois[4].

- Vers 1015-1047 : activité du scalde Sigvat Thordarson à la cour d'Olaf II de Norvège[5].
- 1018 : après la conquête de la Bulgarie par Byzance, de nombreux lettrés bulgares se réfugient à Kiev. Ils y apportent leurs livres liturgiques et jouent un rôle essentiel dans la diffusion de l’écriture cyrillique[6].
- 1027-1055 : le vizir du royaume de Grenade Ha-Naguid est aussi un remarquable poète, dont on garde 1742 poésies en hébreu. Il chante le vin, l’amour, la louange divine et ses victoires militaires, ainsi que les conseils donnés à son fils Joseph qui lui succédera en 1055[7].
- Vers 1028 : Jean Mavropous, futur métropolite d'Euchaita, fonde une école privée dispensant un enseignement supérieur à Constantinople. Il y enseigne Platon. Les grands esprits du XIe siècle, Michel Psellos, Jean Xiphilin, Constantin Likhoudès, Nicétas le Grammairien, l’ont fréquentée[8].
- 1031-1094 : en Al-Andalus, les cours des rois musulmans des Reyes de taifas attirent poètes, lettrés, savants, philosophes, médecins…[9]
- Entre 1041 et 1048 : le Chinois Pi Cheng invente la typographie à caractères mobiles moulés en terre cuite[10].
- Vers 1050 : le papier est introduit dans l'Empire byzantin au milieu du siècle[11]. Il remplace progressivement le parchemin.
- 1055 : Charte de fondation de l’abbaye de Tihany contenant une centaine de mots hongrois[12].
- 1056 : production de papier à San Felipe, en Espagne[13], introduit par les Arabes (le papier est inventé en Chine vers le IIe-IIIe siècle).
- 1057 : dernière utilisation du papyrus par les papes[14].
- 1058 : premières inscriptions en birman[15].
- 1066 : l'ancêtre de La Chanson de Roland, La Cantilène de Roland qui célèbre le règne de Charlemagne est chantée devant les chevaliers normands avant la bataille d'Hastings[16].

## Ouvrages didactiques
- Vers 1000 : le Kitab al-Tasrif (en arabe كتاب التفسير, « La Méthode en médecine ») est une encyclopédie arabe de médecine et de chirurgie en 30 volumes, écrite aux alentours de l'an 1000 par Abulcasis[17].

- 1003 : le moine Ælfric d'Eynsham commence la rédaction du Colloquium, une grammaire anglo-latine rédigée sous forme de dialogues[18]. Entre 997 et 1012, il traduit sept livres de l'Ancien Testament en vieil anglais (Heptateuque)[19].
- 1007-1012 : Decretum, traité de droit canon de l’évêque Burchard de Worms[20].

- 1015-1026 : Dudon de Saint-Quentin rédige Des manières de vivre et des actions des premiers ducs de Normandie[21].
- Entre 1024 et 1029 : Adémar de Chabannes rédige sa chronique[22].
- 1027-1030 et après 1033 : rédaction à  Cluny du « livre du chemin » (liber tramitis aeui Odilonis)[23].
- 1028-1107 : rédaction par des dames de la Cour au Japon de l'Eiga Monogatari (Récit de la splendeur), récit historique sur la vie de Fujiwara no Michinaga. La première partie, composée entre 1028 et 1036, est attribuée à Akazome Emon[24].
- Vers 1030 : le savant et historien persan Al-Biruni écrit une Histoire de l'Inde (Kitab fi Tahqiq ma li'l-Hind)[25].

- 1031-1047 : Raoul Glaber, moine et chroniqueur bourguignon, écrit une vie de Guillaume de Volpiano (Vita domni Guillelmi Abbatis)[26] et ses Histoires[27], événements de 900 à 1044 en cinq livres.
- Vers 1033 : Helgaud, abbé de Fleury, écrit une « Vie de Robert le Pieux »[28].
- 1044 : le Wujing Zongyao est un compendium militaire chinois écrit par Zeng Gongliang (en) (曾公亮), Ding Du (丁度) et Yang Weide (楊惟德), dont les écrits ont ensuite influencé les écrivains militaires chinois[29].

- Vers 1050 : Vie de saint Alexis, un des premiers textes en en langue d'oïl[30].
- 1062-1063 et 1077-1078 : Michel Psellos professeur à l’université de Constantinople, rénovateur de la philosophie platonicienne, maître de Bessarion, écrit la Chronographie (chronique en deux parties de 976 à 1057 et de 1057 à 1077)[31]. Il est aussi l'auteur des Oraisons funèbres, de l’Enseignement varié et de sa Correspondance.
- 1066-1086 : l'historien chinois Sima Guang dirige la rédaction du Zizhi Tongjian, une histoire universelle de la Chine de 403 av. J.-C. à 959[32].

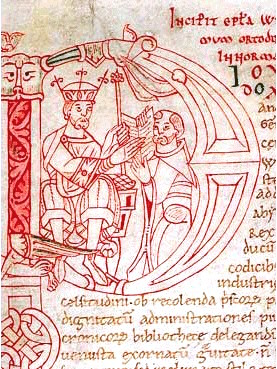
Gesta Normannorum ducum, édition du XIIe siècle.

- Vers 1070 : Guillaume de Jumièges reprend la rédaction de la Geste des ducs normands[33].
- Vers 1072-1074 : les Gesta Hammaburgensis ecclesiae pontificum (Annales de l’Église de Hambourg) sont complétés par Adam de Brême, qui décrit la Scandinavie, l’Islande, les Orcades, les îles Féroé et les Hébrides[34].
- 1073 et 1076 : réalisation en Russie des recueils (Izbornik) de Sviatoslav, manuscrits enluminés d'une traduction slave d'un florilège d'extraits grecs[35].
- 1075-1078 : Conseil et récits, ouvrage écrit par l’aristocrate byzantin Kékauménos[36].
- 1079-1085 : en Russie, Nestor, moine du monastère des Grottes de Kiev, rédige la Lectio sur la mort de Boris et Gleb[37], puis avant 1088 la Vie de Théodose des Grottes[38].

- Vers 1080 : rédaction par un religieux d'Andage des Miracles de saint Hubert, concernant la période 950-1050[39].

- 1084 : le moine Ingomar, à l'abbaye de Saint Méen, écrit vers 1084 une Vita Meveni, vie de Saint Méen, et une Vita Iudicaelis, vie de Saint Judicaël.
- Après 1092 : début probable de la rédaction au Japon des dix derniers chapitres du Conte de splendeur (Eiga Monogatari), qui relate la vie de Yorimichi, fils de Fujiwara no Michinaga[40].
- 1096 : en Russie, une nouvelle compilation des Chroniques est achevée[41].

### Théologie et philosophie
- Vers 1000 : rédaction en Scandinavie de la Völuspá « Les prédictions de la Voyante », texte cosmogonique de l’Edda poétique décrivant la création de l’univers et ses différents âges, puis prédisant sa destruction et le retour à un âge d’or[42].

- 1008 : Codex de Léningrad, la plus ancienne copie du texte massorétique de la Bible hébraïque subsistant en entier[43].
- Vers 1010-1014 : rédaction du Livre des miracles de sainte Foy par Bernard d'Angers[44].
- 1027 : en exil à Xàtiva, le poète arabe Ibn Hazm compose Le Collier de la colombe, un traité d'amour platonique[45].

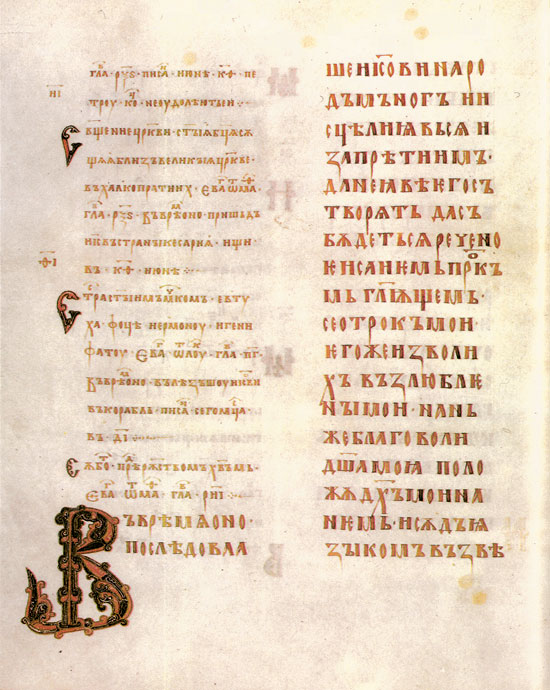
L'évangéliaire d’Ostromir

- 1056-1057 : calligraphie de l’évangéliaire d’Ostromir, le plus ancien manuscrit russe daté[46].
- 1069-1070 : rédaction en 462 de l'Hégire du Kutadgu Bilig (« Le livre de la sagesse »), premier ouvrage islamique en turc par Yusuf Khass Hajib, de Balasagun[47].
- 1076-1078 : Anselme, professeur à l’école de l’abbaye Notre-Dame du Bec, en Normandie, écrit le Monologion (terminé fin 1076) et le Proslogion (terminé en 1078) où il cherche à démontrer les raisons nécessaires à l’existence de Dieu par la dialectique et la rhétorique, notamment dans le deuxième chapitre du Proslogium, qui présente la théorie connue au XVIIIe siècle comme la preuve ontologique de l’existence de Dieu[48].
- 1086 : début de la réalisation du Beatus d'Osma, manuscrit enluminé espagnol (3 janvier où 3 juin)[49].

- Les vitae des saints du centre de la Gaule sont réécrites au cours du siècle[50].
- Kitab e jamil'al Hikmatayn, le « Livre réunissant les deux sagesses » (philosophie grecque et théosophie ismaélienne), de Nasir e Khosraw[51].

## Fictions
- 1002 : la femme de lettres japonaise Sei Shōnagon achève ses Notes de chevet (makura no sôshi)[52].
- Vers 1002 : le poète arménien Grégoire de Narek termine Le Livre des Lamentations écrit au monastère de Narek[53].
- 1005-1007 : Shūi Wakashū, anthologie de chants japonais, est compilée, peut-être par le poète Fujiwara no Kintō pour l'empereur Kazan[54].
- 1008-1010 : rédaction du Genii Monogatari (« Dit de Genji »), le plus célèbre des romans japonais, par Dame Murasaki Shikibu[52].

- 8 mars 1010 : le poète persan Firdawsi termine son épopée héroïque le Shâh Nâmâ (le livre des rois), dédié à Mahmud de Ghazni[55].

- 1027-1030 : Poème au roi Robert d'Adalbéron de Laon[56].
- 1060-1080 : Chanson de sainte Foy d'Agen, un des premiers textes en occitan[30].
- Entre 1063 et 1081 : Kathâsaritsâgara (Océan de la rivière des contes), ensemble de 350 contes réunis par le brahmane cachemirien Somadeva[57].
- 1068-1070 : Conflit du mouton et du lin du poète Winric, archidiacre de Trèves[58], qui célèbre la Flandre drapière[59].
- Après 1073 : à Ispahan, le poète persan Omar Khayyam commence la rédaction de ses Rubaiyat[60].
- Vers 1098 : plus ancienne rédaction de la Chanson de Roland (manuscrit d’Oxford), première chanson de geste[61] composé dans un dialecte anglo-normand par Turold.

- 1098 : Cur Deus homo, d'Anselme de Cantorbéry[62].
- Vers 1098-1100 : rédaction de la Chanson de Roland, la plus ancienne chanson de geste conservée[63].

## Naissances
- 1001 : Ibn Butlan.
- vers 1075 : Bernard de Chartres, évêque de Quimper et philosophe français.
- 1076 : Gilbert de la Porrée, théologien scolastique et philosophe français.
- vers 1080 : Guillaume de Conches, grammairien et philosophe français.
- vers 1090 : Jean de Séville, mathématicien espagnol et traducteur d'arabe.
- vers 1090/1095 : Guillaume de Malmesbury, chroniqueur et historien anglais.
- 1096 : Hugues de Saint-Victor, philosophe et théologien germanique.

## Décès
- 1013 : Aboulcassis
- 1037 : Avicenne, philosophe, écrivain, médecin et scientifique perse.
- 1039 : Alhazen
- 1066 : Ibn Butlan